# Abierto de Malasia de Golf
El Abierto de Malasia de Golf es un torneo masculino de golf que se disputa en Malasia desde el año 1962. Forma parte de la Asian Tour y, a partir de 1999, de la European Tour. Tiene lugar en marzo o abril, y tiene una bolsa de premios de US$ 2.750.000, de las más altas del Asia-Pacífico. Ninguna edición del Abierto de Malasia de Golf fue ganada por un malayo.

## Ganadores
| Año  | Golfista             | Golpes      |
| ---- | -------------------- | ----------- |
| 2024 | David Puig           | 261 (-23)   |
| 2020 | Trevor Simsby        | 203 (-13)   |
| 2015 | Anirban Lahiri       | 272 (-16)   |
| 2014 | Lee Westwood         | 270 (-18)   |
| 2013 | Kiradech Aphibarnrat | 203 (-13)   |
| 2012 | Louis Oosthuizen     | 271 (-17)   |
| 2011 | Matteo Manassero     | 272 (-16)   |
| 2010 | Noh Seung-yul        | 274 (-14)   |
| 2009 | Anthony Kang         | 271 (-17)   |
| 2008 | Arjun Atwal          | 270 (-18)PO |
| 2007 | Peter Hedblom        | 280 (-8)    |
| 2006 | Charlie Wi           | 197 (-19)   |
| 2005 | Thongchai Jaidee     | 267 (-21)   |
| 2004 | Thongchai Jaidee     | 274 (-14)   |
| 2003 | Arjun Atwal          | 260 (-24)   |
| 2002 | Alastair Forsyth     | 267 (-17)PO |
| 2001 | Vijay Singh          | 274 (-14)PO |
| 2000 | Yeh Wei-tze          | 278 (-10)   |
| 1999 | Gerry Norquist       | 280 (-8)    |
| 1998 | Ed Fryatt            |             |
| 1997 | Lee Westwood         |             |
| 1996 | Steve Flesch         |             |
| 1995 | Clay Devers          |             |
| 1994 | Joakim Haeggman      |             |
| 1993 | Gerry Norquist       |             |
| 1992 | Vijay Singh          |             |
| 1991 | Rick Gibson          |             |
| 1990 | Glen Day             |             |
| 1989 | Jeff Maggert         |             |
| 1988 | Tray Tyner           |             |
| 1987 | Terry Gale           |             |
| 1986 | Stewart Ginn         |             |
| 1985 | Terry Gale           |             |
| 1984 | Lu Hsi Chuen         |             |
| 1983 | Terry Gale           |             |
| 1982 | Denny Hepler         |             |
| 1981 | Lu Hsi Chuen         |             |
| 1980 | Mark McNulty         |             |
| 1979 | Lu His Chuen         |             |
| 1978 | Brian Jones          |             |
| 1977 | Stewart Ginn         |             |
| 1976 | Hsu Sheng San        |             |
| 1975 | Graham Marsh         |             |
| 1974 | Graham Marsh         |             |
| 1973 | Hideyo Sugimoto      |             |
| 1972 | Takashi Murakami     |             |
| 1971 | Takaaki Kono         |             |
| 1970 | Ben Arda             |             |
| 1969 | Takaaki Kono         |             |
| 1968 | Kenji Hosoishi       |             |
| 1967 | Ireneo Legaspi       |             |
| 1966 | Harold Henning       |             |
| 1965 | Tomoo Ishii          |             |
| 1964 | Tomoo Ishii          |             |
| 1963 | Bill Dunk            |             |
| 1962 | Frank Phillips       |             |